# Clusia mituana
Clusia mituana är en tvåhjärtbladig växtart som beskrevs av José Cuatrecasas. Clusia mituana ingår i släktet Clusia och familjen Clusiaceae. Inga underarter finns listade i Catalogue of Life.